# Tour de Flandes sub-23
El Tour de Flandes sub-23 (oficialmente en neerlandés: Ronde van Vlaanderen Beloften) fue una carrera profesional de ciclismo en ruta de un día que se realizó en Bélgica, fue creada en 1996 y desde el año 2007 hizo parte de la categoría 1.Ncup (categoría del profesionalismo puntuable para la Copa de las Naciones UCI).

## Historia
Creada en 1996 sus primeras ediciones fueron amateur por ello la mayoría de sus ganadores han sido belgas, como su propio nombre indica limitada a corredores sub-23 y "hermana menor" del Tour de Flandes, disputándose una semana después de su homónima sin limitación de edad. Desde la creación de los Circuitos Continentales UCI en 2005 forma parte del UCI Europe Tour, los dos primeros años en la categoría 1.2 (última categoría del profesionalismo), después en la categoría específica creada en 2007 para corredores sub-23, dentro de la última categoría del profesionalismo: 1.2U; y desde el 2008 en la categoría creada en el 2007, también dentro de la última categoría del profesionalismo: 1.Ncup (Copa de las Naciones UCI).
Tiene entre 160 y 175 km en su trazado, unos 100 km menos que su homónima sin limitación de edad, aunque con similares características que esa.
Tras anularse las ediciones de los años 2020 y 2021, el 24 de noviembre de este último la organización de la prueba anunció su desaparición.

## Palmarés

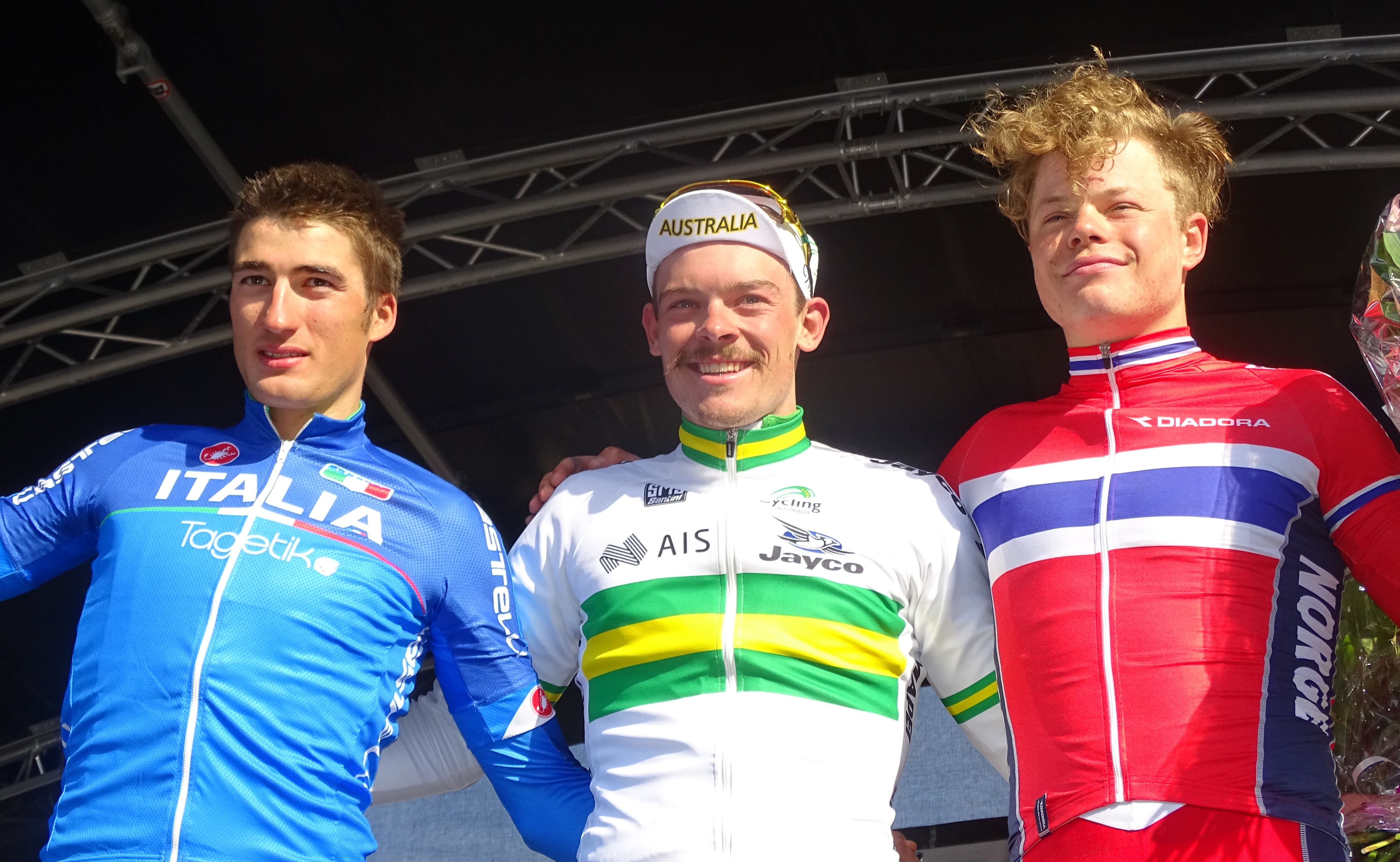
Pódium de la edición 2015: Gianni Moscon (2.º), Alexander Edmondson (1.º) y Truls Engen Korsæth (3.º).

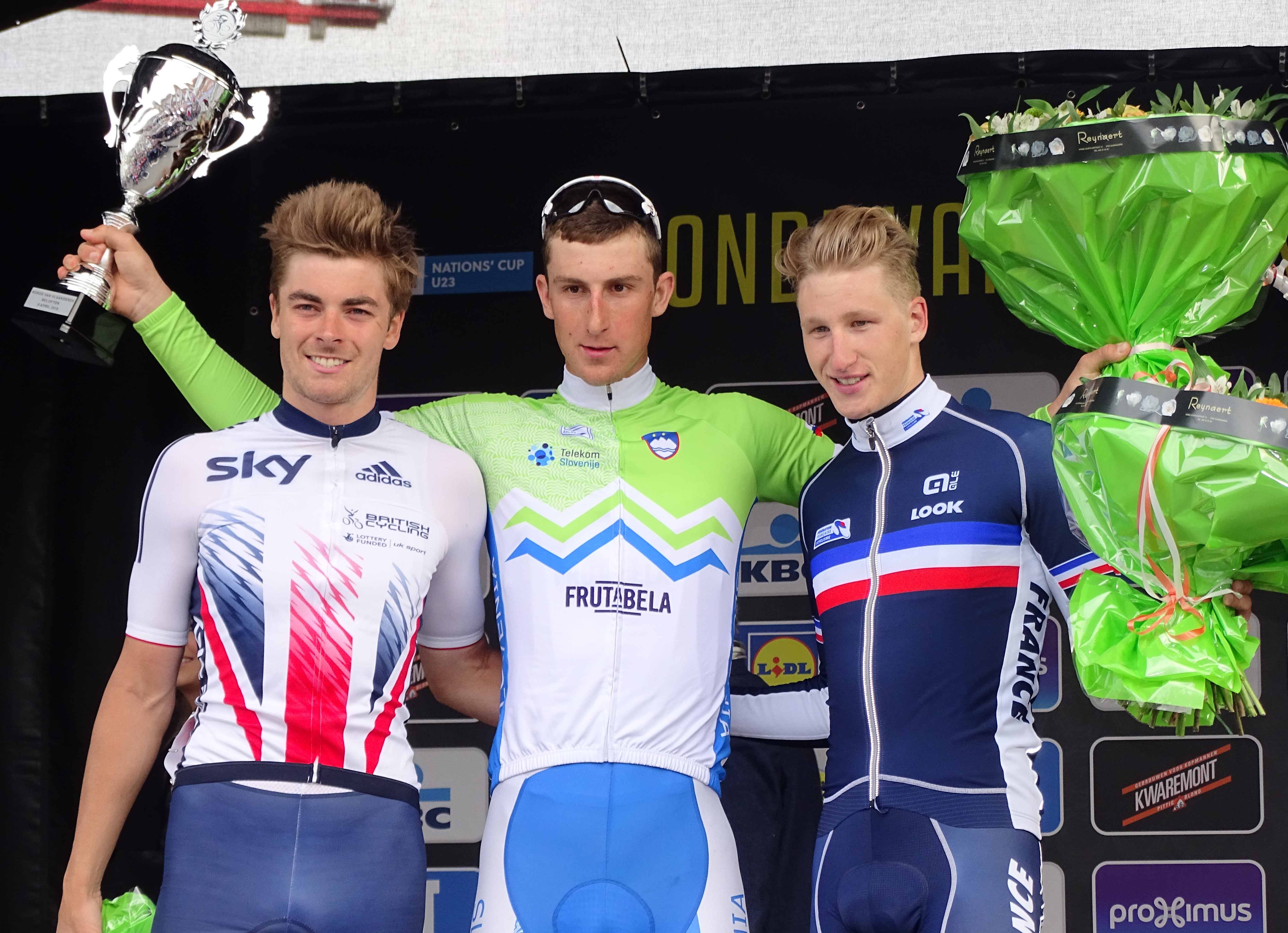
Pódium de la edición 2016: Jonathan Dibben (2.º), David Per (1.º) y Corentin Ermenault (3.º).

En amarillo: edición amateur.
| Año  | Ganador             | Segundo              | Tercero             |
| ---- | ------------------- | -------------------- | ------------------- |
| 1996 | Ludovic Capelle     | Kris Matthijs        | Nico Strynckx       |
| 1997 | Ludovic Capelle     | Karel Vereecke       | Miquel van Kessel   |
| 1998 | Jürgen Guns         | Davy Daniels         | Andy Vidts          |
| 1999 | Kevin Hulsmans      | Stijn Devolder       | Wesley Theunis      |
| 2000 | Bobbie Traksel      | Frederik Willems     | Yoeri Beyens        |
| 2001 | Roy Sentjens        | Danny Pate           | Nick Nuyens         |
| 2002 | Nick Nuyens         | Wim De Vocht         | Mikhail Timochine   |
| 2003 | Wim De Vocht        | Rory Sutherland      | William Frischkorn  |
| 2004 | Giovanni Visconti   | Claudio Corioni      | Elia Rigotto        |
| 2005 | Kenny Dehaes        | Sebastian Langeveld  | Nick Ingels         |
| 2006 | Kevin Ista          | Thomas Berkhout      | Gil Suray           |
| 2007 | Alexandr Pliuschin  | Michael Mørkøv       | Sep Vanmarcke       |
| 2008 | Gatis Smukulis      | Jérôme Baugnies      | Jan Ghyselinck      |
| 2009 | Jan Ghyselinck      | Rasmus Guldhammer    | John Degenkolb      |
| 2010 | Marko Kump          | Michael Matthews     | Sven Vandousselaere |
| 2011 | Salvatore Puccio    | Toms Skujiņš         | Andžs Flaksis       |
| 2012 | Kenneth Van Bilsen  | Sean De Bie          | Kristian Sbaragli   |
| 2013 | Rick Zabel          | Dylan Groenewegen    | Magnus Cort         |
| 2014 | Dylan Groenewegen   | Kristoffer Skjerping | Tiesj Benoot        |
| 2015 | Alexander Edmondson | Gianni Moscon        | Truls Engen Korsæth |
| 2016 | David Per           | Jonathan Dibben      | Corentin Ermenault  |
| 2017 | Edward Dunbar       | Jasper Philipsen     | Jérémy Lecroq       |
| 2018 | James Whelan        | Max Kanter           | Robert Stannard     |
| 2019 | Andreas Stokbro     | Cédric Beullens      | Jake Stewart        |

## Palmarés por países
| País         | Victorias |
| ------------ | --------- |
| Bélgica      | 11        |
| Italia       | 2         |
| Eslovenia    | 2         |
| Países Bajos | 2         |
| Australia    | 2         |
| Moldavia     | 1         |
| Letonia      | 1         |
| Alemania     | 1         |
| Irlanda      | 1         |
| Dinamarca    | 1         |